# Симонис, Паул
Паул Симонис (нидерл. Paul Simonis; род. 14 февраля 1985, Лейдсендам-Ворбург, Южная Голландия) — нидерландский футбольный тренер. Главный тренер клуба «Вольфсбург».

## Тренерская карьера
Паул Симонис работал в молодёжной академии «Спарты» (Роттердам с 2005 года, проработав там пятнадцать лет. В сезоне 2017/18 был главным тренером команды до 17 лет, а в сезонах 2018/19 и 2020/21 — команды до 19 лет. Летом 2020 года присоединился к тренерскому штабу Кеса ван Вондерена в «Гоу Эхед Иглз» в качестве ассистента главного тренера. В 2022 году мог стать преемником ван Вондерена на посту главного тренера, но предпочёл перейти вслед за ним в «Херенвен» и продолжить работу в качестве ассистента.
Летом 2024 года преемник ван Вондерена в «Гоу Эхед Иглз» Рене Хаке покинул пост и вошёл в штаб Эрика тен Хага в «Манчестер Юнайтед». В этот раз Симонис всё же согласился возглавить команду и подписал контракт на 2 года. Тренерский дебют состоялся в двухматчевом противостоянии с «Бранном» в рамках квалификационных матчей Лиги конференций. Сыграв нулевую ничью дома, «Гоу Эхед Иглз» проиграл в гостях со счётом 1:2 и закончил выступление в еврокубках. Проиграв в первых двух матчах Эредивизие «Фортуне» (Ситтард) и Виллему II, клуб одержал первую победу в чемпионате в матче против «Валвейка» (2:0). В своём первом же сезоне в качестве главного тренера Паул Симонис вывел команду в финал Кубка Нидерландов, где в серии послематчевых пенальти был обыгран «АЗ». Команда закончила сезон на 7 месте и благодаря победе в кубке вышла в общий этап Лиги Европы УЕФА 2025/26. В мае Симонис продлил контракт до 2027 года.
Несмотря на продление контракта в «Гоу Эхед Иглз», в июне Симонис стал новым главным тренером «Вольфсбурга», подписав контракт до 2027 года.

## Достижения

### В качестве тренера
«Гоу Эхед Иглз»
- Обладатель Кубка Нидерландов: 2024/25

## Тренерская статистика
| Гоу Эхед Иглз | 7 июля 2024 | 30 июня 2025    | 41 | 19 | 10 | 12 | 046,34 |
| Вольфсбург    | 1 июля 2025 | настоящее время | 1  | 1  | 0  | 0  | 100,00 |
| Всего         | Всего       | Всего           | 42 | 20 | 10 | 12 | 047,62 |